# Cuts Both Ways
Cuts Both Ways é o álbum de estreia a solo da cantora cubana Gloria Estefan, gravado em 1989.
Como percebido nos anos anteriores, Gloria Estefan estava se destacando como vocalista na banda Miami Sound Machine, e por isso, por consentimento da mesma com a banda, todos resolveram deixá-la em evidência a partir de 1989 com o próximo álbum. Ao contrário do que alguns podem pensar, não houve brigas entre a cantora e a banda, muito menos os integrantes abandonaram a carreira musical. A banda "Miami Sound Machine", por assim dizer, segue até hoje acompanhando Gloria Estefan, mas nos "bastidores". Os álbuns seguintes passaram a ser assinados apenas por "Gloria Estefan". É por isso que se fala em "carreira solo" da cantora. 

## Descrição
O álbum contém músicas em estilo dance, ritmo latino e balladas românticas. Vendeu mais de 10 milhões de discos por todo o mundo, alcançando o Top Dez do U.S. Billboard 200, e ficando em #1 no Reino Unido e Irlanda.
O álbum traz o maior sucesso romântico de Gloria Estefan, Don't Wanna Lose You, que teve direito a versões espanhola e portuguesa. É o segundo sucesso a atingir a 1ª colocação da U.S. Billboard Hot 100 e ganhou a certificação de ouro da RIAA Segue também os hits Get On Your Feet, Hear My Voice (Oye Mi Canto), que fez sucesso na Europa mas foi ignorado nos Estados Unidos, e as românticas Here We Are e Cuts Both Ways, a faixa-título.
As músicas e o álbum em si só não fizeram mais sucesso por causa da turnê que foi tragicamente interrompida devido ao acidente que a cantora sofreu, quase lhe custando a vida.
Os artistas Betty Wright e Jon Secada participaram como backing vocals neste álbum e no seguinte, Into the Light.

## Lista de faixas
1. "Ay, Ay,I" (Gloria Estefan) - 3:49
2. "Here We Are"  (Gloria Estefan) - 4:51
3. "Say"  (Jon Secada, Duncan) - 3:41
4. "Think About You Now"  (Jorge Casas) - 4:20
5. "Nothing New"  (Gloria Estefan) – 3:50
6. "Hear My Voice"  (Versão em inglês)(Gloria Estefan, Jorge Casas, Clay Ostwald) – 4:52
7. "Don't Wanna Lose You"  (Gloria Estefan) – 4:12
8. "Get On Your Feet"  (John De Faria, Jorge Casas, Clay Ostwald) – 3:38
9. "Your Love Is Bad For Me"  (Gloria Estefan) – 3:50
10. "Cuts Both Ways"  (Gloria Estefan) – 3:16
11. "Oye Mi Canto" ("Hear My Voice" em espanhol)
12. "Si Voy A Perderte" ("Don't Wanna Lose You" em espanhol)